# PalaDionigi
Il PalaDionigi è un'arena coperta di Vallefoglia.

## Storia e descrizione
Il PalaDionigi viene utilizzato sia per attività sportive, soprattutto come palestra e per gare di pallavolo e calcio a 5, sia per attività ludiche, come concerti musicali.
Nel palazzetto, per diversi anni, si sono disputate le partite casalinghe, della squadra femminile di pallavolo del Robursport Volley Pesaro, militante sia in Serie A1, che nelle competizioni europee.